# 波的尼亞鐵路
波的尼亞鐵路（瑞典語：Botniabanan）是瑞典北部一條快速鐵路線，全長190公里，由連接阿達倫線的高海岸機場途經恩舍爾茲維克到于默奧，於2010年通車，列車可達時速250公里（雖然至今未有使用此線的列車行駛至超過200公里）。